# Won Through a Medium
Won Through a Medium est un film américain réalisé par Mack Sennett, sorti en 1911.

## Fiche technique
- Titre original : Won Through a Medium
- Réalisation : Mack Sennett
- Société de production : American Mutoscope and Biograph Company
- Pays de production :  États-Unis
- Langue originale : anglais
- Format : noir et blanc - film muet
- Date de sortie :
  - USA : 13 novembre 1911

## Distribution
- Dell Henderson
- Grace Henderson